# Відзнака сержантського складу за вдосконалення якостей (США)
Відзнака сержантського складу за вдосконалення якостей (США) (англ. Non-Commissioned Officer Professional Development Ribbon) — відзнака (почесна стрічка) для заохочення військовослужбовців сержантського складу армії та Повітряних сил Збройних силах США, хто успішно закінчив курс підвищення кваліфікації для певних категорій сержантів.